# Kepler-10
Kepler-10, tidigare KOI-72, är en solliknande stjärna i stjärnbilden Draken. Runt den kretsar två kända planeter, Kepler-10b och Kepler-10c, vilka båda antas vara steniga.